# جامعة نينغشيا
جامعة نينغشيا  (بالصينية: 宁夏大学)هي جامعة رئيسية على مستوى إقليم نينغشيا، وتديرها إدارة مشتركة من قبل إدارة الحكم الذاتي للإقليم ووزارة التعليم بجمهورية الصين الشعبية.

## وصلات خارجية
- الموقع الرسمي لجامعة نينغشيا (بالإنجليزية)